# Mikkey Dee

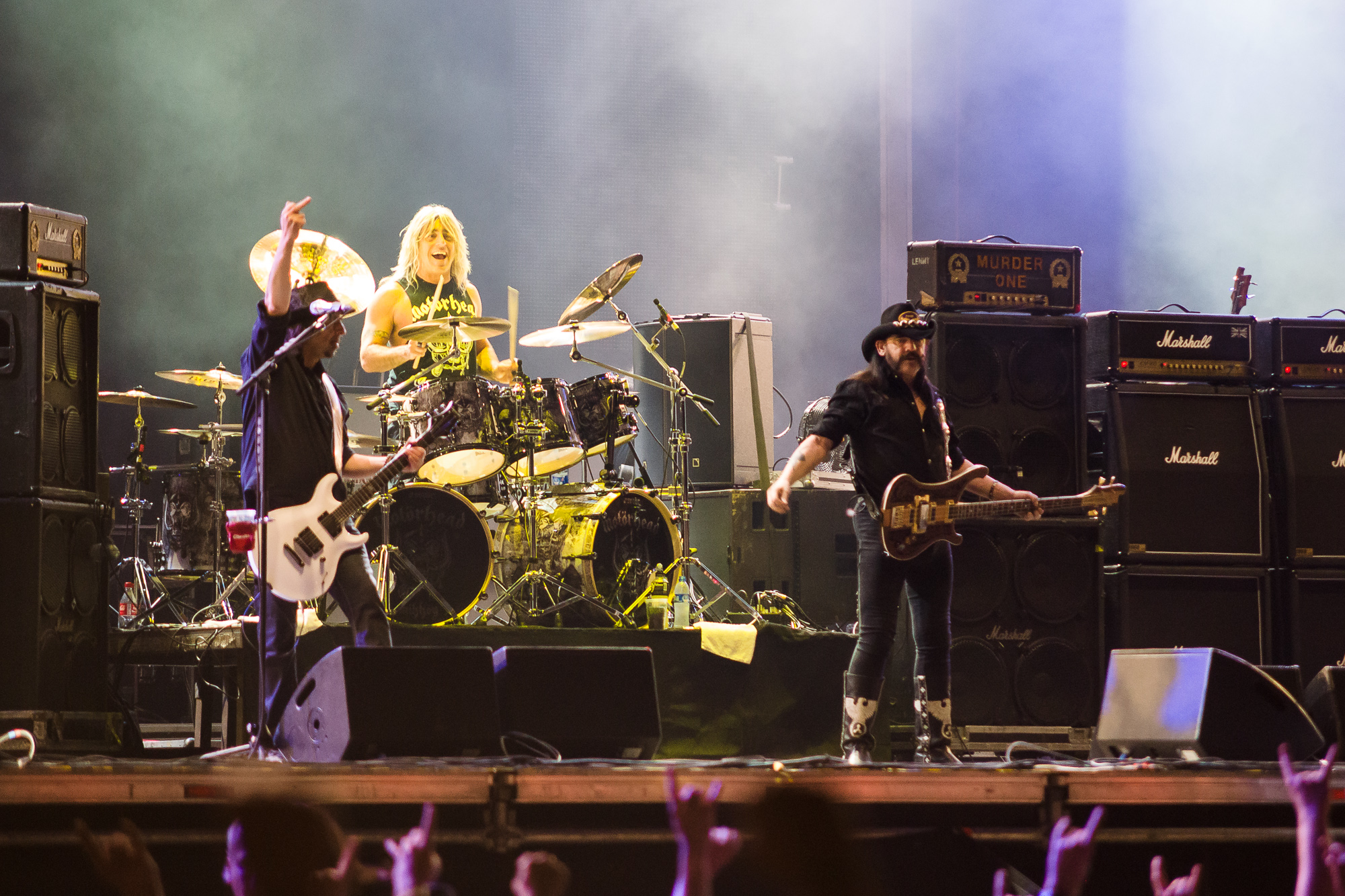
Mikkey Dee with Motorhead at Ursynalia Festival 2013, Warsaw, Poland.

Micael Kiriakos Delaoglou, znám hlavně jako Mikkey Dee (* 31. října 1963, Göteborg, Švédsko), je švédský rockový hudebník a multi-instrumentalsta, známý především jako člen poslední sestavy skupiny Motörhead mezi lety 1991 až 2015. Hrál také se skupinou Kinga Diamonda King Diamond. Jako host se také objevil na albu Rabbit Don't Come Easy z roku 2003 od skupiny Helloween. V současné době vystupuje se skupinou Scorpions, jejímž stálým členem se stal v září 2016.
Hudební dráhu začal s místními kapelami Nadir a Geisha. Jeho oblíbeným bubeníkem je Ian Paice. Mezi další vzory patří Brian Downey, Neil Peart a Steve Smith. Dále zmiňuje bubeníka Buddy Riche.

## Osobní život
Narodil se ve městě Göteborg, řeckému otci a švédské matce.
Je velkým fanouškem ledního hokeje a je příznivcem švédského klubu Frölunda HC.

## Diskografie

### King Diamond
- Fatal Portrait (1986)
- Abigail (1987)
- Them (1988)
- Conspiracy (1989)

### Don Dokken
- Up from the Ashes (1990)

### Motörhead
- March ör Die (1992)
- Bastards (1993)
- Sacrifice (1995)
- Overnight Sensation (1996)
- Snake Bite Love (1998)
- We Are Motörhead (2000)
- Hammered (2002)
- Inferno (2004)
- Kiss of Death (2006)
- Motörizer (2008)
- The Wörld Is Yours (2010)
- Aftershock (2013)
- Bad Magic (2015)

### Helloween
- Rabbit Don't Come Easy (2003)

### Scorpions
- Born to Touch Your Feelings: Best of Rock Ballads (2017)
- Rock Believer (2022)

## Vybavení
Mikkey používá bicí značky Sonor, činely Paiste, paličky Wincent a blány Evans Drumheads. Dříve používal paličky značky Vic Firth a blány Remo.

### Sonor SQ2
- 10" x 10" Maple Tom
- 13" x 11" Maple Tom
- 14" x 11" Maple Tom
- 16" x 16" Maple Floor Tom
- 18" x 16" Maple Floor Tom
- 22" x 18" Maple Bass Drum
- 22" x 18" Maple Bass Drum
- 14" x 7,25" Signature Snare Drum

### Paiste
Zleva doprava.
- 20" PSTX Swiss Medium Crash
- 20" Signature Power Crash
- 14" Signature Sound Edge Hi-Hat
- 18" Signature Heavy China
- 18" Signature Power Crash
- 18" Signature Power Crash
- 10" Signature Splash
- 20" Signature Heavy China
- 22" Signature Power Ride
- 14" Signature Thin China
- 20" Signature Power Crash
- 16" Signature Thin China
- 20" PSTX Swiss Medium Crash